# Cnidoscolus hypokerinus
Cnidoscolus hypokerinus är en törelväxtart som beskrevs av Francisco Javier Fernández Casas. Cnidoscolus hypokerinus ingår i släktet Cnidoscolus och familjen törelväxter. Inga underarter finns listade i Catalogue of Life.